# Пігарєв Володимир Ілліч
Володимир Ілліч Пігарєв (1939, село Петрівка Генічеського району, тепер Херсонської області — 9 березня 1994, місто Сімферополь, тепер Автономна Республіка Крим) — радянський діяч, 1-й секретар Ялтинського міськкому КПУ Кримської області, секретар Кримського обкому КПУ. Член Ревізійної Комісії КПУ в лютому 1981 — лютому 1986 року.

## Життєпис
Народився в селянській родині.
У 1962—1965 роках — слюсар Сімферопольського авторемонтного заводу імені Куйбишева.
Член КПРС з 1963 року.
У 1965—1967 роках — 1-й секретар Київського районного комітету ЛКСМУ міста Сімферополя.
У 1967—1969 роках — 2-й секретар Сімферопольського міського комітету ЛКСМУ.
У 1968 році закінчив Севастопольський приладобудівний інститут.
У 1969—1971 роках — 1-й секретар Сімферопольського міського комітету ЛКСМУ.
У 1971—1974 роках — завідувач промислово-транспортного Сімферопольського міського комітету КПУ.
У грудні 1974 — липні 1977 року — 1-й секретар Залізничного районного комітету КПУ міста Сімферополя.
У липні 1977 — 1980 року — 2-й секретар Сімферопольського міського комітету КПУ.
До лютого 1980 року — інструктор відділу організаційно-партійної роботи Кримського обласного комітету КПУ.
У лютому 1980 — 1985 року — 1-й секретар Ялтинського міського комітету КПУ Кримської області. З 1983 по 1985 рік працював радянським радником у Демократичній Республіці Афганістан.
13 квітня 1985 — 17 жовтня 1990 року — секретар Кримського обласного комітету КПУ із питань промисловості.
Помер 9 березня 1994 року в місті Сімферополі.

## Нагороди
- медаль «За доблесну працю. В ознаменування 100-річчя з дня народження Володимира Ілліча Леніна»
- медаль «За трудову доблесть»